# Luís Gonzaga, Duque de Nevers
Luís Gonzaga, Duque de Nevers (em italiano:  Ludovico ou Luigi di Gonzaga-Nevers, em francês:  Louis de Gonzague-Nevers; Mântua, 18 de setembro de 1539 – Nesle, 23 de outubro de 1595) foi um dignitário franco-italiano e diplomata francês. Era o terceiro filho varão de Frederico II Gonzaga, Duque de Mântua, e de Margarida Paleóloga, filha e herdeira de Guilherme IX, Marquês de Monferrato.
Ainda muito jovem foi enviado para a corte de França para ser criado com as crianças da família real dos Valois. Companheiro de infância do rei Francisco II, naturalizou-se francês e casou com Henriqueta de Nevers, também conhecida por Henriqueta de Cleves, herdeira da prestigiosa casa dos Duques de Nevers e Condes de Rethel. Conselheiro político do duque de Anju (futuro rei Henrique III), membro influente do Conselho Real e, por várias vezes, chefe do exército real, foi uma personalidade marcante do período das Guerras de religião.
Profundamente católico, destaca-se por diversas vezes nos combates contra os huguenotes, contribuindo para o Massacre da noite de São Bartolomeu encorajando sempre a monarquia a manter-se firme contra os rebeldes.

## Biografia

### Educação dum príncipe italiano na Corte de França
Era o terceiro filho varão de Frederico II Gonzaga, duque de Mântua e de Margarida Paleóloga, filha herdeira de Guilherme IX, Marquês de Monferrato.
Com 10 anos de idade é enviado para a Corte de França como herdeiro do património herdado de sua avó materna, Ana de Alençon, que incluía, nomeadamente, o senhorio de La Guerche. Fica então afeto ao serviço do delfim e recebe junto da família real uma educação principesca. Combatendo por Henrique II na Batalha de Saint-Quentin (1557), é feito prisioneiro pelos espanhóis e só é libertado após o pagamento de um resgate. Em 1558, comandou a vanguarda do exército durante o Cerco de Thionville (1558). Em 1560, obteve a naturalidade francesa, tornando-se o companheiro mais próximo do rei Francisco II a quem serve enquanto pajem e de quem se mantem próximo até à morte deste.
Em 4 de março de 1565, casa com Henriqueta de Clèves, duquesa de Nevers e condessa de Rethel, última descendente da Casa de Cléves, passando a usar o título de cortesia de duque de Nevers e tornando-se primo do futuro rei Henrique IV. Para assegurar a sua precedência na hierarquia da grande nobreza, os seus senhorios de Senonches e Brezolles, são reunidos e erigidos em principado, com o título de Príncipe de Mântua.

### Conselheiro político e militar do duque de Anju
Durante as Guerras de religião, distingue-se no apoio ao duque de Anjou, o futuro rei Henrique III, do qual se torna mentor político. Profundamente devoto, é um católico que se opõe à conciliação. Já alguns meses antes do Massacre da noite de São Bartolomeu  preconiza a eliminação dos chefes huguenotes.

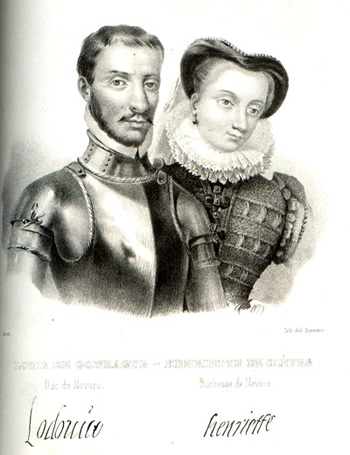
Luís de Gonzaga e Henriqueta de Clèves, duques de Nevers e Rethel
Litografia do século XIX

No apogeu da sua influência política em 1573, distingue-se no cerco de La Rochelle (1573), onde tenta bloquear a entrada do lado do mar. No mesmo ano, acompanha Henrique de Anjou até à Polónia (país para que fora eleito rei) e, com o seu advento como rei de França, a sua influência parece declinar: quando da sua passagem por Turim, Henrique III entrega aos duque de Saboia as últimas praças fortes detidas pelos franceses depois das guerras de Itália e que Luís de Nevers estava encarregue enquanto governador. Opondo-se à política estrangeira do rei, hostil à influência dos  mignons (favoritos do rei), Nevers mantem distância em relação ao rei embora continue a ser um pilar político do regime.
Em dezembro de 1578, fez parte dos primeiros nobres de França nomeados cavaleiros da Ordem do Espírito Santo por Henrique III. Em 1581, o condado de Rethel foi erigido em ducado em benefício de Luís, marido da condessa titular. Luís foi feito Par do Reino de França.

### As tentações da liga
Durante as guerras da Liga católica, Nevers hesitou entre a sua fidelidade ao rei e a adesão ao novo movimento. Acusado de ter caluniado o rei perante o papa, foi obrigado a uma longa justificação junto ao monarca antes de regressar em graça (1585-1586). Foi então enviado a combater com sucesso os calvinistas em Poitou (1588). No momento das barricadas em Paris, ele alegou sofrer de uma doença e de necessitar deslocar-se às termas, o que lhe permitiu nem se misturar com os partidários da Liga, nem mostrar ostensivamente o seu apoio ao rei Henrique III. Rejeitando categoricamente todas as tentativas de aliança com os protestantes, deixou a corte após a reconciliação do rei com Henrique de Navarra (o futuro Henrique IV de França).
Com a subida ao trono de Henrique IV, manteve-se neutro apesar dos repetidos apelos da liga para que lhes apoiasse. Após ter encorajado a candidatura de Cardeal de Vendôme ao trono de França, acabou por aproximar ao rei que o nomeia embaixador extraordinário junto à Santa Sé para negociar a reconciliação com a Igreja Católica. Mais tarde, foi enviado à Picardia para combater o exército espanhol, chefiado por Alexandre Farnésio de Parma e Placência.
Em 23 de outubro de 1595, pouco dias após a tomada de Cambrai, Luis morre em Nesle com 56 anos. A sua viúva, Henriqueta, segue-o em 1601. O filho, Carlos sucedeu-lhe como duque de Nevers e de Rethel e, após a Guerra da Sucessão de Mântua, em 1627, tornou-se Duque de Mântua e de Monferrato.

### Mecenato

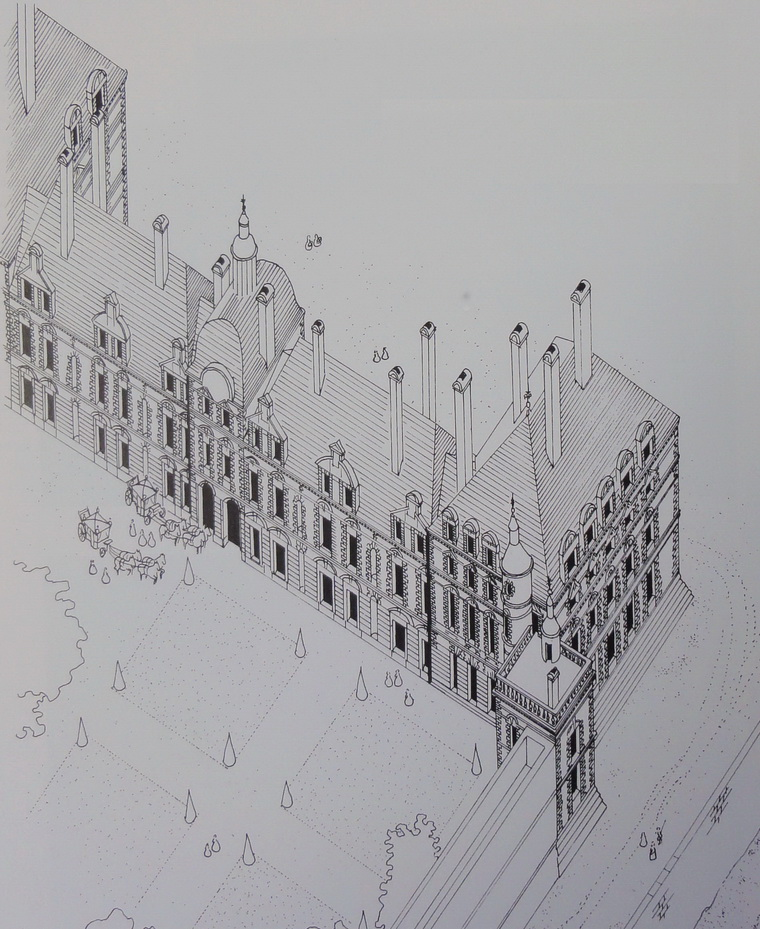
Hôtel de Nevers, residência em Paris

A cidade de Nevers deve a Luís a sua célebre atividade de faianças. Nos finais do século XVI, trouxe de Itália o mestre Augustin Conrade e os seus irmãos, Baptista e Domenico, instalando-os no castelo do Marais em Gimouille. A reputação e os resultados obtidos tornaram-se tais que, no século XVII, Nevers afirmou-se como a capital francesa da faiança.

## Descendência

### Os Filhos
Luís e Henriqueta tiveram cinco filhos :
1. Catarina Gonzaga (1568-1629), casou com Henrique I de Orleães, Duque de Longueville
2. Henriqueta Gonzaga (1571-1614), casou com Henrique de Lorena, Duque de Mayenne e Duque de Aiguillon;
3. Frederico Gonzaga (1573-1574);
4. Francisco Gonzaga (1576-1580);
5. Carlos Gonzaga, (1580-1637), casou com Catarina de Lorena (irmã do seu cunhado, Henrique), sucede aos pais nos ducados de Nevers e de Rethel, tornando-se, mais tarde, duque soberano de Mântua e de Monferrato.

### O Ramo dos Gonzaga-Nevers
A descendência de Luís Gonzaga e Henriqueta de Cléves, veio a constituir um ramo colateral da família Gonzaga, historicamente conhecido como ramo dos Gonzaga-Nevers.
Com a extinção, em linha masculina, do ramo principal dos Gonzaga em 1627, os Gonzaga-Nevers herdaram os ducados soberanos de Mântua e de Monferrato.
Os Gonzaga-Nevers também a extinguiram-se, em linha masculina, em 1708 com a morte de Fernando Carlos I (também conhecido como Carlos III), Duque de Mântua e de Monferrato.